# U-493
U-493 je bila nedokončana vojaška podmornica razreda XIV nemške Kriegsmarine med drugo svetovno vojno.

## Zgodovina
Gradnjo podmornice so naročili 22. septembra 1942, na kar se je gradnja pričela 25. septembra 1943. Leta 1944 so gradnjo upočasnili, pri čemer je bila zgrajena okoli 75%. 23. septembra 1944 so gradnjo dokončno preklicali, na kar so jo razrezali.

## Tehnični podatki
| Kategorije                                    | Podatki           |
| --------------------------------------------- | ----------------- |
| Teža (t): na površju pod površjem polna Teža  | 1.668 1.932 2.300 |
| Dolžina (m) - tlačni trup (m)                 | 67,1 - 47,51      |
| Širina (m) - tlačni trup (m)                  | 9,35 - 4,9        |
| Izpodriv (m)                                  | 6,51              |
| Višina (m)                                    | 11,71             |
| Moč (hp): na površju pod podvršjem            | 3.200 750         |
| Hitrost (vozlov): na površju pod podvršjem    | 14,9 6,2          |
| Doseg (milja/vozel): na površju pod podvršjem | 12.350/10 55/4    |
| Posadka                                       | 53-60             |
| Maksimalni potop (m)                          | 240               |